# Behauddin Hadžimejlić
Šejh Behauddin ef. Hadžimejlić (Vukeljići, 1920. – Vukeljići, 18. prosinca 1996.), bosanskohercegovački je teolog bošnjačkog podrijetla, šejh nakšibendijskog, rifaijskog i kadirijskog tarikata, drugi po redu šejh-ul-mešaih. 

## Životopis
Behauddin Hadžimejlić je rođen u Vukeljićima pored Fojnice 1920. godine, kao najstariji sin šejha Abdullatifa ef. Hadžimejlića, unuk šejha Hasana ef. Hadžimjelića, praunuk Mejli-babe. Osnovano obrazovanje je stekao pred svojim ocem, a nakon toga školovanje nastavlja u Travniku, u Elči Ibrahim-pašinoj medresi. Po završetku medrese, 1938. godine, radio je kao imam do odlaska u mirovinu. Radio je na izgradnji i obnovi raznih vjerskih objekata, kao i lokalne infrastrukture. Obnavio je i proširio tekiju u Vukeljićima 1957. godine. Pored nje obnavio je mnoge ranije zatvorene tekije, te učestvovao u otvaranju novih u Sarajevu, Jajcu, Foči, Malom Zvorniku i Tuzli.
Behauddin Hadžimejlić je postavljen za upravitelja tekije u Vukeljićima, 1961 godine. Hilafetnamu za šejha nakšibendijskog tarikata je dobio od svog oca i strica šejh hafiz Musa Kjazima ef. Hadžimejlića. U Jeruzalemu, Mesdžidu-l-Kudusu se 1964. upoznao sa šejhom Jusufom Buharijom. U Istanbulu 1969. u Ajni Ali Baba tekiji, dobiva hilafet od šejh Muhidin Ensarije za rifaijski i kadirijski tarikat.
Učestvovao u formiranju Saveza islamskih derviških redova, kao i u osnivanju Tarikatskog centra 1977. godine. Bio je aktivan i u radu komisija za obavljanje zikrova te u savjetima za formiranje i rad tekija i derviša. Obavljao je dužnost šejh-ul-mešaiha od 1990. do 1996. godine. 
Umro je u Vukeljićima 18. prosinca 1996. godine. Ukopan je u turbetu svoga djeda šejh Hasan Babe.

## Vanjske poveznice
- šejh Behauddin ef. Hadžimejlić   Arhivirana inačica izvorne stranice od 9. rujna 2019. (Wayback Machine)